# グランド＝シント
グランド＝シント （Grande-Synthe、オランダ語:Groot-Sinten）は、フランス、オー＝ド＝フランス地域圏、ノール県のコミューン。

## 地理
北は北海に面し、ダンケルクの西にあり、ダンケルク中心部からは6km離れている。グランド＝シントは人口密度が高く都市化が進んでおり、A25でリールと、A16によって英仏海峡トンネルと、同じくA16によってブリュッセルとつながるなど、交通の便がよい。
歴史的には、フランス領フランドル地方に属す。

## 歴史
現代的な都市になる前は、何世紀もの間農地に囲まれた寒村だった。648年に初めてグランド＝シントの名に言及されている。13世紀以降、ベネディクト会派修道院の知識と事業で、水の流れを人の力でつくるwateringuesが行われた。この水はアー川に合流するか、直接海に流れ込んだ。新たな耕地が、このようにして領主と修道院の権力で作られていった。土地から生じた権力、土地の所有権、家族を養うための力も生まれた。海岸沿いの村でよく見られるように、グランド＝サントの農民は砂丘から守られていた。9世紀の村の名はSentinasであった。フランドル伯ジャンは、1280年に初めてダムを建設した。彼の名にちなんでまちの通りの名がつけられている。しかしグランド＝シントが海側のフランドル伯領である以上、平和なまま繁栄することは困難であった。同盟、結婚、承継、さまざまな修道院による覇権の移り変わり、16世紀から18世紀までは3つの大国（低地諸国を治めることになるスペイン、イングランド、フランス）の間で戦略的な問題にもなった。フランドルでの戦いがグランド＝シントの運命を左右した。1648年7月14日、ダンケルクとその周辺の町村は1日で3度の国籍変更をした。午前はスペイン、午後はフランス、夜はイングランドである。1662年、ルイ14世がイングランドからこの土地を買った。グランド＝シントはベルグ城主の傘下におかれ、その後はダンケルクの領地となった。ダンケルクは、北部の流動的な国境地帯で最も活気ある港で、その歴史は輝かしいものだった。1870年以降、港に係留していたボートが原因でコレラが流行した。19世紀末は安定した時代で、多くのグランド＝シントの一族が繁栄した。
第一次世界大戦中、イゼル川の岸は、シュマン・ド・ダーム（fr）ほど有名ではないものの前線地帯となった。ドイツ軍の猛攻にもかかわらず、ダンケルクは墓とならず、武装したキャンプとなっていた。海岸は、連合軍の飛行場に駐屯する軍隊を通じて武装化された。平和が戻ると、ブルブール運河沿いに最初の工場がつくられた。戦間期、カレル・フーシェ・グループは造船工場をつくり400人を雇用した。同時期のグランド＝シントの人口は3500人に満たなかった。
第二次世界大戦は、グランド＝シントに取り返しがつかないほどの動揺を与えた。それはまやかし戦争で始まったが、ムーズ県とソンム川でのドイツ軍の攻勢が、ダンケルクのポケット地帯にて仏英軍を包囲することとなったのである。ダンケルクでの戦いは、驚異的なダイナモ作戦で終わった。この時、水を排水している開口部が塞がれたため水が逆流し、海抜より低い土地は水浸しとなった。ドイツ軍は1944年に撤退するまで、撤退用の戦略としてこの状態のままにしておいた。彼らはベルリンが降伏すると、休戦条約調印の翌日、1945年5月9日に降伏した。一方、占領時代、海岸にある飛行場は連合国の攻撃目標だった。イギリス空軍は時々、バトル・オブ・ブリテンに参加するドイツの爆撃機を標的として、これらの飛行場を破壊するため村々を爆撃した。当時のグランド＝シント住民は、1944年9月15日の夜を覚えていた。住民たちは身の回りの物をわずかに持ったまま、短時間で自宅から出るよう命じられ、家族とともにさらに内陸へ逃げようとしていた。371戸の住宅のうち239戸が原型をとどめないほどに破壊され、教会は爆弾で吹き飛んでいた。132戸は損害を免れたが全くの無傷ではなかった。
8ヵ月後に自宅へ戻ってきた住民たちは、自分たちが何もかも失ったことを知った。彼らはゼロの状態から生活を再建せざるを得ず、その後数年間困難を味わった。彼らは自分たちの生活を取り戻そうと奮闘した。一刻も早く土地を再び耕作可能にしようとして、それぞれの分野で状況を変えようとした人々が埋まっていた地雷で死亡したことは、住民に精神的外傷を残すことになった。アメリカやカナダの戦時代母（marraines de guerre）たちは、1945年8月10日、小切手や小包を贈った。
簡素な小村であったグランド＝シントは、大戦後の製鉄業の発展で1960年代に急速に発展した。

## 人口統計
| 1962年 | 1968年 | 1975年 | 1982年 | 1990年 | 1999年 | 2006年 |
| ------ | ------ | ------ | ------ | ------ | ------ | ------ |
| 2 875  | 12 559 | 24 250 | 26 231 | 24 362 | 23 238 | 21 408 |

参照元:1968年以降Insee ·  ·  · 

## 姉妹都市
- スヴァウキ、ポーランド

## 出身者
- レミ・ヴェルクートゥル - サッカー選手
- リュカ・プイユ - テニスプロ選手